# Den rullande bron i Saint-Malo

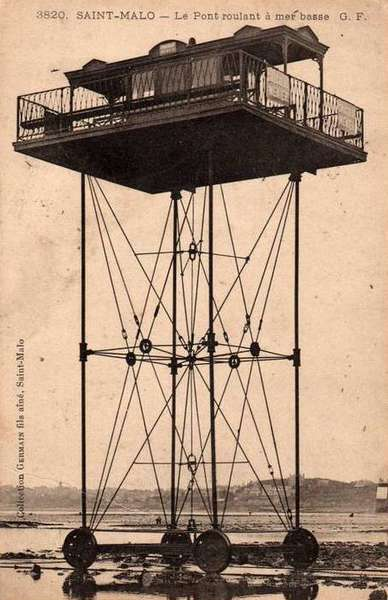
Den rullande bron vid lågvatten

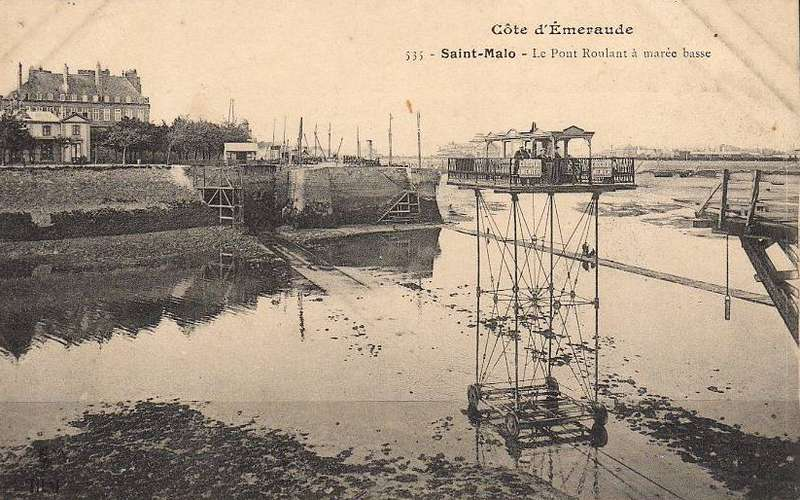
Överfarten vid lågvatten

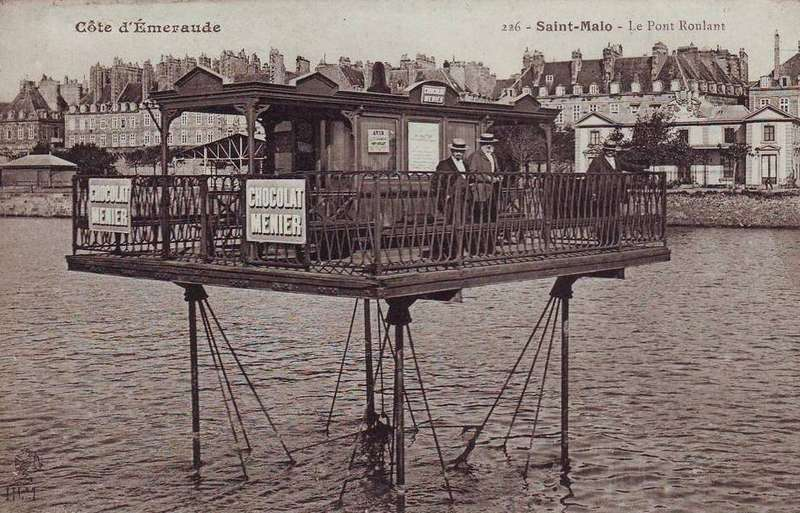
Den rullande bron vid högvatten

Den rullande bron i Saint-Malo (franska: Pont roulant) var en kombination av en färja och en amfibiespårvagn som gick en kort sträcka över hamninloppet vid Quai de la Bourse i Saint-Malo.
Den rullande bron konstruerades av Alexandre Leroyer (1827-1886). Vagnen var i drift mellan oktober 1873 och februari 1923.
Den rullade på järnvägsräls med en spårvidd på 4,6 meter på ett chassi med hjul med en meters diameter. Åkplattformen var byggd tio meter över chassit för att fungera också i högvatten. Plattformen var sju x sex meter stor och hade ett väderskydd.
Hela ekipaget på 14 ton drogs av en ångmaskin på tio hästkrafter, som stod i ett maskinhus på kajen. Föraren befann sig på vagnen och signalerade med en trumpetsignal till maskinisten i maskinhuset.
År 1874 gick den rullande bron i genomsnitt elva turer om dagen. En överfart tog två minuter och antalet passagerare var högst 50.
Vagnen förstördes 1922 av ett fartyg som hade slitit sig under en storm och ersattes inte av någon ny.